# Javier Imbroda
Francisco Javier Imbroda Ortiz, né le 8 janvier 1961 à Melilla et mort le 2 avril 2022 à Malaga, est un entraîneur espagnol de basket-ball.

## Biographie

### Famille
Il est le frère de Juan José Imbroda.

### Activités politique
Après la victoire du Parti populaire lors des élections municipales de mai 2011 à Malaga, le maire Francisco de la Torre le nomme en juillet directeur du service des Transports à la mairie de Malaga.
Recruté par le président de Ciudadanos Albert Rivera, il conduit la liste de ce parti lors des élections andalouses de décembre 2018 dans la circonscription de Malaga. Celle-ci obtient le troisième meilleur score provincial et quatre des 17 mandats en jeu. Devenu député au Parlement d'Andalousie, il est ensuite nommé conseiller à l'Éducation et aux Sports de la Junte d'Andalousie par le président Juan Manuel Moreno, dans le cadre d'un gouvernement de coalition entre le PP et Ciudadanos.

### Mort
Il meurt le 2 avril 2022 à Malaga, à 61 ans, d'un cancer de la prostate dont il souffrait depuis 2017.